# Overprotected
«Overprotected» es una canción y sencillo estilo dance pop interpretada por la cantante estadounidense Britney Spears e incluida originalmente en su tercer álbum de estudio, Britney (2001). Los suecos Max Martin y Rami compusieron y produjeron la canción, cuya letra trata sobre una persona que desea ser ella misma. En diciembre del año 2001, la discográfica Jive Records la publicó como segundo sencillo internacional del álbum, después de «I'm a Slave 4 U», mientras que en abril del año 2002, se lanzó la remezcla «The Darkchild Remix» —producida por Rodney Jerkins— como tercer sencillo en los Estados Unidos. En respuesta, varios críticos la catalogaron como una de las canciones más importantes del álbum y la compararon con trabajos anteriores de Spears, tales como el sencillo «Oops!... I Did It Again» (2000). Además, los Premios Grammy la nominaron a mejor interpretación femenina vocal de pop.
La doble publicación llevó a la cantante a rodar dos videos musicales. El video original fue dirigido por Bille Woodruff, con quien anteriormente trabajó en el video de la canción «Born to Make You Happy» (1999), y la muestra cuando canta y baila en una bodega con un grupo de bailarines, tras ser acosada por los paparazzi. Por otro lado, el video de «The Darkchild Remix» fue dirigido por Chris Applebaum, con quien trabajó por primera vez, y la muestra cuando se fuga de un hotel y se dirige a una discoteca tras ver un informativo donde la critican. Los especialistas señalaron que la artista «se desató» en las coreografías de ambos trabajos y compararon sus temáticas al video de «Lucky» (2000). Por su parte, la audiencia convirtió al video de la remezcla en su noveno número uno en el especial Total Request Live de MTV y lo catalogó como uno de sus mejores videos musicales.
Como parte de su promoción, la cantante interpretó la canción en varios programas de televisión y en las giras Dream Within a Dream Tour (2001 - 2002) y The Onyx Hotel Tour (2004). De este modo, en Australia «Overprotected» consiguió la certificación de disco de oro de la ARIA, por ventas de 35.000 copias, y en Europa fue el décimo sencillo consecutivo de Spears en situarse entre los diez primeros lugares a nivel continental, luego de ubicarse como tal en Dinamarca, Finlandia, Italia, Irlanda, Noruega y la Región Flamenca de Bélgica, y recibir certificaciones de oro en Francia y Suecia. En el Reino Unido alcanzó el cuarto lugar de la lista UK Singles Chart, donde fue su noveno sencillo en situarse entre los diez primeros lugares, y recibió la certificación de disco de plata tras alcanzar 200.000 copias vendidas. Contrario a lo anterior, la remezcla solo alcanzó el puesto 86 en la principal lista de los Estados Unidos, la Billboard Hot 100, donde fue el segundo y último sencillo que figuró del álbum Britney.

## Antecedentes y publicación
| «Puedo relacionarme con "Overprotected" a modo personal, porque me siento un poco sobreprotegida. Cuando quiero salir, todo tiene que estar organizado de antemano. Creo que los chicos de mi edad pueden relacionarse con la canción en una cierta medida». —Spears declaró sobre «Overprotected» en 2001, en una entrevista con el periódico escocés Daily Record. |

Durante el Oops!... I Did It Again World Tour (2000 — 2001), Spears dio a conocer que quería crear un álbum con un sonido más «grocero y divertido», tras inspirarse en artistas hip hop como Jay-Z y The Neptunes. De este modo, en febrero de 2001 comenzó a grabar canciones para la banda sonora de su película debut, Crossroads (2002), y para su tercer álbum de estudio en los Maratone Studios de Estocolmo, entre las cuales se encontraba «Overprotected». En abril del mismo año terminó de grabarla bajo la producción de los suecos Max Martin y Rami, y con coros de BossLady, mientras que en septiembre de 2001 reveló su título en una entrevista. Jive Records la dio a conocer cuando la publicó como la segunda pista de Britney, en noviembre de 2001. El 18 de diciembre del mismo año la publicó como segundo sencillo internacional del álbum, después de «I'm a Slave 4 U», mientras que el 1 de abril de 2002 publicó la remezcla «The Darkchild Remix» como tercer sencillo en los Estados Unidos, después de «I'm a Slave 4 U» y «I'm Not a Girl, Not Yet a Woman».
En 2004, la discográfica la incluyó en el primer álbum de grandes éxitos de Spears, Greatest Hits: My Prerogative, mientras que en 2009 la incluyó en las ediciones más completas del recopilatorio The Singles Collection.

## Composición

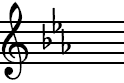
«Overprotected» está compuesta en la tonalidad mi bemol mayor.

«Overprotected» es una canción dance pop compuesta en la tonalidad mi bemol mayor con un tempo de 96 pulsaciones por minuto y un registro vocal que se extiende desde la nota la bemol mayor3 hasta la nota do5. Ted Kessler de NME y David Browne de Entertainment Weekly sostuvieron que también tiene influencias del europop, mientras que Nikk Tranter de PopMatters la comparó con canciones anteriores de Spears.
Su letra trata sobre las complejidades de crecer y ser retenido por las percepciones de otras personas. A través de esta, la intérprete manifiesta que está cansada de ser manipulada por el resto y que no necesita que le digan qué hacer, lo que se percibe en frases como: «Tendrás que ver desde mi perspectiva. Necesito cometer errores para saber quién soy. Y no quiero estar tan malditamente protegida». Dana Alice Heller, autora de Makeover Television: Realities Remodelled (2007), sostuvo que con «Overprotected» Spears abordó el problema de ser una estrella adolescente cuya vida personal y profesional es manejada por los demás. La autora también la comparó con la telerrealidad Britney & Kevin: Chaotic (2005), al señalar: «Britney enmarca su cambio de imagen como un paso hacia la independencia, como una rebelión contra los padres demasiado controladores y sus estándares».

## Remezclas
En 2001, «I'm a Slave 4 U» alcanzó el cuarto puesto de la lista Dance Club Songs de Billboard, la que sondea las canciones más reproducidas en las discotecas de los Estados Unidos, convirtiéndose en el primer éxito discotequero de Spears. El hecho llevó a que al año siguiente Jive Records encomendara al compositor y productor Rodney Jerkins la creación de una remezcla de «Overprotected» más destinada a las discotecas urbanas. El resultado fue la versión «The Darkchild Remix», la que estrenó el 1 de abril de 2002, pese a que inicialmente la estrenaría a mediados del mes anterior. Respecto a la remezcla, Jerkins señaló:

«Necesitaban una remezcla que fuera una locura. Me divertí mucho haciéndola porque la tomé de la vieja escuela. Es un ritmo del tipo de la vieja escuela, lo que creo que es genial, porque es un elemento que ella nunca había tenido, pero le di su sonido acerado característico. Estuve despierto toda la noche entusiasmando a todos con la música. Tiene la misma letra, solo reproduje la canción. [...] Ella se reinventó. Todos pensaban que volvería con otro "Oops!... I Did It Again", pero dio un giro y volvió con "I'm a Slave 4 U", el que es básicamente un éxito discotequero. Uno debe alabar a las personas que se reinventan. Siempre dije que sería una de las personas que estarían por un tiempo [en la industria], porque lo veo en ella».
Rodney Jerkins declaró sobre la creación de la remezcla «The Darkchild Remix» de «Overprotected» y acerca de Spears.

Adicionalmente, el músico y productor finlandés Jaakko Salovaara creó las otras dos remezclas oficiales, «JS16 Dub» y «JS16 Remix». En 2002, Jive Records incorporó la última en la banda sonora de la película debut de la cantante, Crossroads,. e incluyó «The Darkchild Remix» en la edición limitada de Britney.

## Recepción crítica
Los especialistas en música le brindaron comentarios variados en las reseñas del álbum Britney. Jocelyn Vena de MTV sostuvo que con trabajos como «Overprotected» y «Let Me Be», Spears parecía «estar dejando escapar su angustia adolescente», mientras que Kyle Anderson de MTV señaló: «El verdadero primer sonrojo con la emancipación del teen pop de la cantante llegó con "Overprotected"». Por otro lado, Stephen Thomas Erlewine de Allmusic sostuvo que «Overprotected», «I'm Not a Girl, Not Yet a Woman» y «What It's Like to Be Me» «son momentos cruciales en el tercer álbum de Britney Spears, el trabajo donde se esfuerza por profundizar en su persona —que no es lo mismo que su personaje, por supuesto—, haciéndolo más adulto mientras Britney todavía es reconocible». De modo similar, Robert Christgau destacó la inclusión de «Overprotected» y «Cinderella» en el álbum y señaló sobre Spears: «Duramente, la primera adolescente no terriblemente brillante que aborda el autoconocimiento a través de las palabras de otros». Asimismo, Ted Kessler de NME la llamó «efervescencia europop crepitante», mientras que Jim Wirth la catalogó como un «éxito discotequero inusualmente vengativo» y especificó: «Por extraño que parezca, mientras competía en The Mickey Mouse Club y se convertía en la adolescente más famosa en el mundo, todo lo que Britney realmente quería era "cometer errores para saber quién soy". Así es, chicos. Britney dice que está bien perder tu virginidad a los 11 años y pasar tu adolescencia esnifando detergente en polvo. Bueno, más o menos, como sea. Se los hago saber».
Por otro lado, David Browne de Entertainment Weekly sostuvo que «Overprotected» reunió todo lo que es contradictorio y frustrante sobre Britney, y especificó: «[...] Nuestra orgullosa reina del medio riff gruñe en "Overprotected", mientras su voz flota entre irascibilidad y agresión. Bien por ella, pensarás, hasta que te das cuenta de que la canción producida por Max Martin es más o menos el mismo europop estentóreo de sus trabajos anteriores. Spears puede proclamar que no tiene miedo de cometer un "error", pero la canción es un estudio en gestión de riesgos». A su vez, Annabel Leathes de la BBC escribió: «Como las declaraciones de inocencia [de Spears] comenzaron a verse un poco tenues —después de todo, estaba saliendo con el muy encamable Justin Timberlake—, "Overprotected" y "I'm Not a Girl, Not Yet a Woman" sirvieron para alear los dardos de sus críticos».
Paralelamente, Nick Levine de Digital Spy la llamó un «follón rebelde de Max Martin» y la catalogó como una de las dos canciones esenciales de Britney, junto con «I'm a Slave 4 U», mientras que su colega Alim Kheraj lo enlistó como el quinto mejor sencillo de la cantante y escribió: «Otro momento donde la música de Britney se volvió misteriosamente profética. [...] Es la clásica [combinación de] Britney y Max Martin, llena de progresiones de acordes distintivos y más ganchos de los que parece posible incluir en una canción». De modo similar, Nikki Tränker de PopMatters sostuvo que es «una ruidosa y absoluta reminiscencia de los sencillos Big Bang anteriores de Spears, "Oops!... I Did It Again" y "(You Drive Me) Crazy"», y además especificó sobre la artista: «Canta sobre liberarse de las cadenas de chicas a su alrededor, se queja sobre su necesidad de espacio en el torbellino que es su vida y nos hace saber que no necesita a nadie que le diga lo que tiene que hacer». A su vez, Jon O'Brien de Billboard la llamó una «declaración desafiante de intenciones» y la catalogó como una jugada segura después de «I'm a Slave 4 U» y como la canción más destacada de Britney, pero señaló que la contratación de Rodney Jerkins para remezclar su publicación como sencillo en los Estados Unidos sugirió que el estilo de Martin estaba pasando de moda. Por otro lado, los Razzie Awards 2002 la nominaron al antigalardón «Peor canción original» de una banda sonora junto con «Die Another Day» de Madonna y «I'm Not a Girl, Not Yet a Woman», siendo esta última la «ganadora». En 2003, la canción además recibió una nominación al Premio Grammy a la mejor interpretación femenina vocal de pop, galardón que no obstante ganó «Don't Know Why» de Norah Jones.

## Videos musicales

### Video internacional

El video internacional recibió más de ochenta y cinco millones de reproducciones en Vevo.

El video internacional de «Overprotected» fue producido por Geneva Films y dirigido por Bille Woodruff, quien en 1999 trabajó con Spears en el clip de «Born to Make You Happy». Su coreógrafo fue Brian Friedman, quien en el mismo año cocreó la coreografía de «I'm a Slave 4 U», mientras que el vestuario fue proporcionado por la marca argentina Kosiuko. En entrevista con Harper's Bazaar en 2011, la cantante lo catalogó como su video favorito y especificó: «Creo que dice mucho. Fue dirigido tan bien, es muy colorido y el baile fue increíble».
El clip inicia con la música de la canción «Bombastic Love» de fondo cuando Spears abre una puerta y sale de un edificio donde varios paparazzi la esperan. En seguida, sube a un descapotable y se dirige a una bodega abandonada donde comienza a cantar recostada en un diván, pero pronto se levanta y empieza a bailar. Su llegada es percibida desde una azotea por varios bailarines, quienes ingresan al lugar y la encuentran mientras canta y baila en solitario. En seguida, ella los saluda y comienzan a hacer una coreografía. Paralelamente, transcurren escenas suyas mientras canta en una habitación de paredes móviles cubiertas con fotos y titulares sobre ella. La escena final muestra cuando da la espalda y camina hacia la pared del fondo. En 2002 el video alcanzó el puesto número 1 de MTV México en su conteo final de fin de año "Los 100 más Pedidos" 
Tras su estreno a fines de 2001, Rolling Stone sostuvo que la cantante «se desata en un baile furioso y desafiante», y que el video «da testimonio de cómo se erizó al estar bajo el pulgar de sus manipuladores» y Alim Kheraj de Digital Spy escribió que «presenta uno de los mejores breakdowns en la historia de la música pop, lo que le permite a Britney realmente mostrar sus habilidades como bailarina». Por otro lado, Ryan O'Connell del sitio Thought Catalog escribió: «Llega un momento en la carrera de cada estrella del pop en el que tiene que hacer una canción sobre las caídas de la fama. En algún lugar de su contrato, tiene que haber una cláusula que dice: "Después de alcanzar un poquito de éxito, tengo que cantar sobre cómo el éxito me está derribando". Britney ya había abordado el tema con una celebridad falsa llamada Lucky, pero con "Overprotected" zanja el personaje velado y se pone a la vanguardia. [...] El resto del video es bastante débil. Britney hace caras tristes a la cámara y trata de bailar desde el dolor. [...] [El video de] "Lucky" fue mucho mejor». Además, Jarett Wieselman de New York Post lo catalogó como uno de sus peores trabajos, junto con «I Love Rock 'n' Roll», y llamó «inusualmente mala» a su coreografía.
Tras el estreno, las ventas de Kosiuko se elevaron de forma considerable en los Estados Unidos, lo que llevó a su dueño Federico Bonomi a declarar: «La verdad es que no imaginamos semejante respuesta y la demanda de esos productos superó ampliamente la oferta». En 2004, la discográfica incluyó el trabajo en el álbum recopilatorio en formato de video Greatest Hits: My Prerogative, mientras que el 24 de octubre de 2010, lo publicó en la cuenta Vevo de la cantante, donde recibió más de ochenta y cinco millones de reproducciones hasta febrero de 2019.

### Video «The Darkchild Remix»
Spears rodó el video musical de «The Darkchild Remix» bajo la dirección de Chris Applebaum, con quien trabajó por primera vez. A Band Apart Productions produjo el clip, mientras que Brian Friedman creó la coreografía, cuya parte principal se rodó en el vestíbulo del Millennium Biltmore Hotel. La filmación comenzó el 3 de marzo de 2002 y terminó a las 5 a. m. del día siguiente, después de 23 horas consecutivas de grabación en Los Ángeles, y contó con la participación del entonces guardaespaldas de la cantante, Big Rob, quien interpretó el mismo rol en el video. Por su parte, Applebaum comentó que la resistencia y la paciencia que tuvo Spears durante el rodaje maratónico fue impresionante, y señaló que todo salió sobre ruedas. El director además reveló que preparó el video mientras estaba en una terapia intravenosa recuperándose de una dolencia estomacal en el Centro Médico Cedars-Sinai y que Shel Greb dibujó los bocetos para los sets, sentada junto a su cama de reposo.
El video comienza con escenas de Spears y sus amigas en la habitación de un hotel, donde ven un noticiario en el que la critican por usar muy poca ropa en la presentación de «I'm a Slave 4 U» en los MTV Video Music Awards 2001. En respuesta, ella decide no sentirse afectada por las críticas, se pone un paño en la boca para disfrazar su voz y llama por teléfono al guardaespaldas que aguarda afuera de la habitación, para hacer que abandone el lugar por un momento. Cuando esto ocurre, comienza a fugarse del hotel con sus amigas. En su escape, hacen muecas a las cámaras de seguridad del ascensor en el que bajan, realizan una coreografía cuando llegan al vestíbulo y luego roban la camioneta de unos hombres que acababan de llegar al hotel. Mientras huyen en el vehículo, una presiona un botón del panel de instrumentos y la camioneta se alarga, generando un espacio donde todas empiezan a bailar. Paralelamente, transcurren escenas en las que Spears realiza una coreografía en el vestíbulo del hotel, sola o junto con sus amigas, y con luces que se encienden y se apagan. En la noche, las chicas finalmente bajan de la camioneta y bailan en un callejón solitario bajo la lluvia, mientras que poco después, llegan a la entrada de una discoteca llamada Sugardawg, donde varios paparazzi comienzan a fotografiarlas. La última escena muestra cuando el mismo noticiario del comienzo informa sobre la fuga que protagonizó Spears.
| «Tal y como Britney lo hizo dos años antes en su video de "Stronger", encuentra inspiración en Janet Jackson. Tanto el video de "Overprotected" The Darkchild Remix como el de "Son of a Gun (I Betcha Think This Song is About You)" de Janet (2001) utilizan el mismo entorno del vestíbulo de un hotel, filmado en el Millennium Biltmore Hotel de Los Ángeles». —Reseña que Billboard escribió sobre el video de la remezcla en enero de 2011, cuando los visitantes de su sitio web lo escogieron como uno de los mejores clips de Spears. |

El video se estrenó el 26 de marzo de 2002. Al día siguiente, debutó número ocho en Total Request Live de MTV, programa que enlistaba los diez clips más solicitados de forma diaria por los televidentes. El 20 de junio del mismo año, consiguió que el espacio lo enviara al retiro, según las normas, tras haber permanecido durante cincuenta días consecutivos en el conteo, periodo en que figuró durante trece días como el más pedido por la audiencia. De esta forma se convirtió en el noveno clip número uno de Spears y en su décimo video enviado al retiro.
Como parte de su recepción crítica, Joe D'Angelo de MTV señaló: «El clip promueve la cruzada "I'm Not a Girl, Not Yet a Woman" —"No soy una niña, tampoco una mujer"— de la cantante, para eludir su imagen adolescente», mientras que James Dinh lo catalogó de «altamente bailable» y Jocelyn Vena escribió: «Un año [y ocho meses] después del video de "Lucky" —correspondiente al primer trabajo en que la cantante reflejó su relación con la fama—, Spears se desata en este clip de su álbum Britney». Paralelamente, Rolling Stone sostuvo que el video de la remezcla se hizo más conocido por ser «el primer clip de Britney extraído de los titulares», y John Boone de E! Francia lo catalogó como el decimotercer mejor video de la cantante en 2013 y señaló que su baile es «enfermizo» y que su temática continuó en los clips de «Piece of Me» (2008) e «If U Seek Amy» (2009), mientras que Becky Bain de Idolator indicó que fue el video más entretenido de «Overprotected» y señaló sobre el vestuario: «[El clip] muestra a Spears cuando hace cabriolas en las instalaciones de un hotel y usa un traje tan llamativo —un sujetador rosa bajo una malla verde de apariencia esponjosa— y ridículo —un par de mangas de gran tamaño que no se adjuntan a una camisa, emparejadas con unas piezas de color rosa bebé sobre un bluyín—, que solo ella podía hacer que se vea elegante». En 2002, Jive Records lo incluyó en el DVD de la edición limitada del álbum Britney, mientras que en 2004 lo hizo en Greatest Hits: My Prerogative y en 2009 en el DVD de la edición más completa del compilatorio The Singles Collection. Por otro lado, en enero de 2011, los visitantes del sitio web de Billboard lo votaron como séptimo mejor video de la cantante.

## Presentaciones

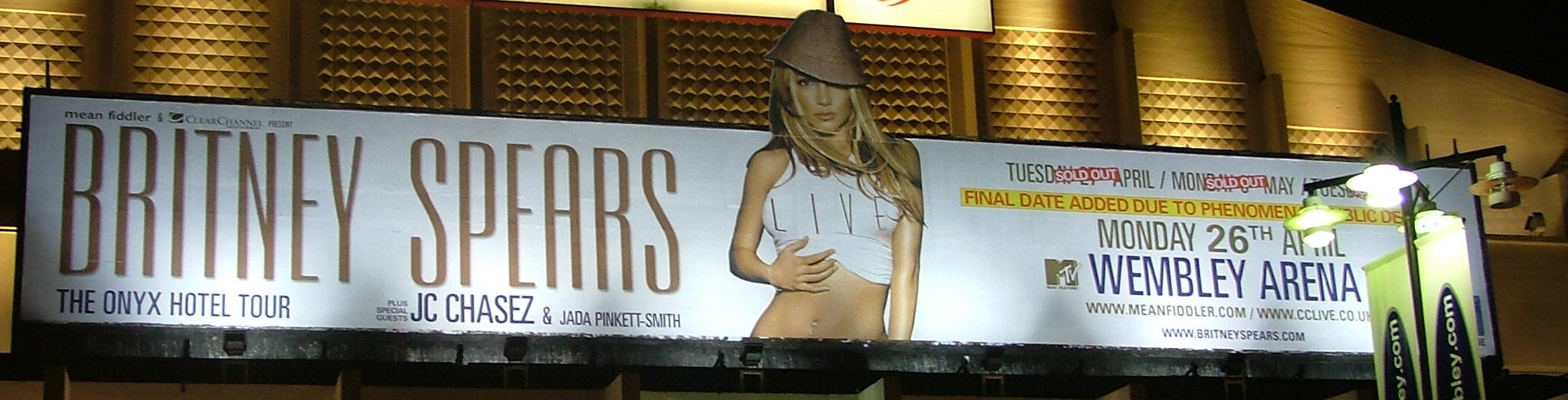
Anuncio de The Onyx Hotel Tour (2004), la última gira donde Spears presentó «Overprotected».

Spears presentó «Overprotected» por primera vez en la etapa de 2001 del Dream Within a Dream Tour. Durante la presentación, la bailaba rodeada de luces láser, mientras las pantallas del escenario mostraban un video en el que le crecía paulatinamente el cabello tras estar calva. En el mismo periodo la presentó en el programa británico Top of the Pops, mientras que en 2002 la interpretó nuevamente en aquel espacio, así como también en el programa alemán Viva Interaktiv y en la estación turística Euro Disney de Francia. En el mismo año, Jive Records incluyó esta última presentación en el DVD de la edición limitada de Britney, bajo el nombre «Lights, Camera, Action», publicó el Dream Within a Dream Tour en el DVD Live from Las Vegas. e incorporó una interpretación en los créditos de la película debut de Spears, Crossroads. Por otro lado, el repertorio de la segunda etapa de la gira sustituyó la versión original por la remezcla «The Darkchild Remix» y no incluyó el video de acompañamiento original en las pantallas.
La cantante presentó la canción por última vez en The Onyx Hotel Tour (2004), en cuyo repertorio formó parte del primer acto bajo la remezcla «The Darkchild Remix». Durante el espectáculo, vestía un traje negro ajustado al cuerpo y realizaba coreografías junto con varios bailarines.

## Rendimiento comercial
«Overprotected» registró varios logros comerciales fuera de América Anglosajona. En Australia, debutó en la posición número 16, según la edición del 23 de diciembre de 2001 de ARIA Charts, la que volvió a alcanzar en la edición del 20 de enero de 2002, luego de haber permanecido durante cuatro semanas entre los veinte primeros lugares. Posteriormente, la ARIA lo certificó disco de oro, tras vender 35 000 copias, y lo enlistó entre los noventa sencillos que tuvieron más éxito durante 2002. En México la canción llegó al número 1, además de ser el sencillo más vendido de 2002 en aquel país. 
En Europa figuró entre los diez primeros éxitos semanales en Dinamarca, Finlandia, Irlanda, Italia, Noruega y la Región Flamenca de Bélgica, y entre los veinte primeros en España, los Países Bajos, la Región Valona y Francia, donde la SNEP lo certificó disco de oro luego de vender 250 000 copias. De forma particular, en Suecia alcanzó la segunda posición y fue el noveno sencillo de la cantante en figurar entre los diez primeros lugares y el mejor posicionado del álbum Britney. La IFPI además lo certificó disco de oro, tras vender 20 000 copias, y Sveriges Radio lo enlistó entre los cuarenta temas que tuvieron más éxito en el país durante 2002. La canción además debutó en el puesto número 5 en la edición del 2 de febrero de 2002 de la principal lista del Reino Unido, UK Singles Chart, donde ascendió al cuarto puesto a la semana siguiente, siendo el noveno sencillo de Spears en figurar entre los diez primeros lugares y en el segundo del álbum. A fines de año, la OCC lo enlistó entre los noventa temas que tuvieron más éxito durante 2002, mientras que en 2020, la BPI lo certificó como el tercer sencillo disco de plata de Britney tras venderse 200 000 copias. Con todo lo anterior, «Overprotected» alcanzó el octavo puesto de la lista continental European Hot 100, según la edición del 11 de febrero de 2002, donde fue el décimo trabajo consecutivo de Spears en figurar entre los diez primeros lugares, siendo la totalidad de sus sencillos publicados en el continente.
En América Anglosajona su mayor logro fue alcanzar el puesto número 22 en Canadá. Por su lado, la remezcla «The Darkchild Remix» debutó número 93 en la edición del 27 de abril de 2002 de la principal lista de los Estados Unidos, la Billboard Hot 100, donde fue el noveno sencillo de Spears en ingresar y el segundo y último de Britney después de «I'm a Slave 4 U», luego de que la balada «I'm Not a Girl, Not Yet a Woman» no consiguiera hacerlo. A la semana siguiente, alcanzó la posición 86, y debutó número 40 en la lista radial Pop Songs, donde subió al puesto 37 semanas después. Según Nielsen SoundScan, vendió 33 000 descargas en el país hasta septiembre de 2010.

## Lista de canciones
| Sencillo en CD europeo |                                              |          |  |
| N.º                    | Título                                       | Duración |  |
| 1.                     | «Overprotected»                              | 3:18     |  |
| 2.                     | «Overprotected» (JS16 Remix)                 | 6:07     |  |
| 3.                     | «I'm a Slave 4 U» (Thunderpuss Mixshow Edit) | 6:15     |  |

| Maxisencillo australiano y neozelandés |                                           |          |  |
| N.º                                    | Título                                    | Duración |  |
| 1.                                     | «Overprotected»                           | 3:19     |  |
| 2.                                     | «Overprotected» (JS16 Remix)              | 6:07     |  |
| 3.                                     | «Overprotected» (JS16 Dub)                | 5:24     |  |
| 4.                                     | «Exclusive Chat with Britney»             | 6:10     |  |
| 5.                                     | «I'm a Slave 4 U»                         | 3:23     |  |
| 6.                                     | «I'm a Slave 4 U» (Thunderpuss Radio Mix) | 3:19     |  |

| Maxisencillo japonés |                              |          |  |
| N.º                  | Título                       | Duración |  |
| 1.                   | «Overprotected»              | 3:19     |  |
| 2.                   | «Overprotected» (JS16 Remix) | 6:07     |  |
| 3.                   | «Overprotected» (JS16 Dub)   | 5:24     |  |

| Disco de vinilo estadounidense |                                                      |          |  |
| N.º                            | Título                                               | Duración |  |
| 1.                             | «Overprotected» (The Darkchild Remix)                | 3:20     |  |
| 2.                             | «Overprotected» (The Darkchild Remix — Radio Edit)   | 3:06     |  |
| 3.                             | «Overprotected» (The Darkchild Remix — Instrumental) | 3:20     |  |
| 4.                             | «Overprotected» (Radio Edit)                         | 3:18     |  |
| 5.                             | «Overprotected»                                      | 3:18     |  |
| 6.                             | «Overprotected» (Instrumental)                       | 3:18     |  |

| Descarga/Sencillo en CD de The Singles Collection (2009) |                                       |          |  |
| N.º                                                      | Título                                | Duración |  |
| 1.                                                       | «Overprotected»                       | 3:21     |  |
| 2.                                                       | «Overprotected» (The Darkchild Remix) | 3:20     |  |

## Posicionamiento en listas

### Listas semanales
| País              | Lista             | Primera semana          | Posición debut | Mejor posición | Semanas en la mejor posición | Semanas en la lista | Última semana         | Ref.   |
| ----------------- | ----------------- | ----------------------- | -------------- | -------------- | ---------------------------- | ------------------- | --------------------- | ------ |
| América           |                   |                         |                |                |                              |                     |                       |        |
| Canadá            | Top 40 canciones  | 31 de enero de 2002     | 32             | 22             | 1                            | 6                   | 1 de abril de 2002    | [ 90 ] |
| Estados Unidos    | Billboard Hot 100 | 27 de abril de 2002     | 93             | 86             | 1                            | 5                   | 25 de mayo de 2002    | [ 83 ] |
| Estados Unidos    | Pop Songs         | 4 de mayo de 2002       | 40             | 37             | 1                            | 3                   | 25 de mayo de 2002    | [ 84 ] |
| Europa            |                   |                         |                |                |                              |                     |                       |        |
| Bélgica (Flandes) | Top 50 canciones  | 19 de enero de 2002     | 21             | 9              | 1                            | 11                  | 30 de marzo de 2002   | [ 67 ] |
| Bélgica (Valonia) | Top 50 canciones  | 19 de enero de 2002     | 28             | 14             | 1                            | 12                  | 6 de abril de 2002    | [ 69 ] |
| Dinamarca         | Top 40 canciones  | 28 de diciembre de 2001 | 18             | 6              | 1                            | 10                  | 15 de marzo de 2002   | [ 91 ] |
| España            | Top 20 canciones  | 23 de diciembre de 2001 | 14             | 14             | 2                            | 4                   | 27 de enero de 2002   | [ 92 ] |
| Finlandia         | Top 20 canciones  | 23 de diciembre de 2001 | 12             | 7              | 1                            | 7                   | 3 de febrero de 2002  | [ 93 ] |
| Francia           | Top 100 canciones | 26 de enero de 2002     | 24             | 15             | 2                            | 18                  | 25 de mayo de 2002    | [ 94 ] |
| Irlanda           | Top 50 canciones  | 24 de enero de 2002     | 9              | 9              | 3                            | 10                  | 28 de marzo de 2002   | [ 68 ] |
| Italia            | Top 20 canciones  | 31 de enero de 2002     | 10             | 9              | 1                            | 6                   | 7 de marzo de 2002    | [ 95 ] |
| Noruega           | Top 20 canciones  | 15 de diciembre de 2001 | 18             | 9              | 2                            | 12                  | 2 de marzo de 2002    | [ 96 ] |
| Países Bajos      | Top 100 canciones | 12 de enero de 2002     | 77             | 12             | 2                            | 10                  | 16 de marzo de 2002   | [ 97 ] |
| Reino Unido       | Top 100 canciones | 2 de febrero de 2002    | 5              | 4              | 1                            | 12                  | 20 de abril de 2002   | [ 76 ] |
| Suecia            | Top 60 canciones  | 21 de diciembre de 2001 | 11             | 2              | 1                            | 18                  | 19 de abril de 2002   | [ 71 ] |
| Europa            | Top 20 canciones  | 4 de febrero de 2002    | 10             | 8              | 1                            | 5                   | 4 de marzo de 2002    | [ 80 ] |
| Oceanía           |                   |                         |                |                |                              |                     |                       |        |
| Australia         | Top 50 canciones  | 23 de diciembre de 2001 | 16             | 16             | 2                            | 9                   | 17 de febrero de 2002 | [ 5 ]  |

### Listas de fin de año
| Europa            |                   |      |    |         |
| Bélgica (Flandes) | Top 100 canciones | 2002 | 87 | [ 98 ]  |
| Bélgica (Valonia) | Top 100 canciones | 2002 | 95 | [ 99 ]  |
| Francia           | Top 100 canciones | 2002 | 82 | [ 100 ] |
| Reino Unido       | Top 200 canciones | 2002 | 85 | [ 78 ]  |
| Suecia            | Top 100 canciones | 2002 | 34 | [ 73 ]  |
| Oceanía           |                   |      |    |         |
| Australia         | Top 100 canciones | 2002 | 89 | [ 66 ]  |

## Certificaciones
| América        |             |      |                |         |         |
| Estados Unidos | RIAA        | 2023 | Disco de oro   | 500 000 | [ 101 ] |
| Europa         |             |      |                |         |         |
| Francia        | SNEP        | 2002 | Disco de oro   | 250 000 | [ 70 ]  |
| Suecia         | IFPI Suecia | 2002 | Disco de oro   | 20 000  | [ 72 ]  |
| Reino Unido    | BPI         | 2020 | Disco de plata | 200 000 |         |
| Oceanía        |             |      |                |         |         |
| Australia      | ARIA        | 2002 | Disco de oro   | 35 000  | [ 65 ]  |

## Créditos
- Britney Spears: Voz y coro.
- Max Martin: Composición, producción, grabación, mezcla y guitarra.
- Rami: Composición, producción, grabación y mezcla.
- BossLady: Coro.
- Michel Tucker: Ingeniería de Pro Tools.
- John Amatiello: Ingeniería de Pro Tools e ingeniería vocal secundaria.
- Charles McCrorey: Asistencia de ingeniería.
- Daniel Savio: Giradiscos.

Fuente: Discogs.